# Ipomoea crinicalyx
Ipomoea crinicalyx là một loài thực vật có hoa trong họ Bìm bìm. Loài này được S. Moore mô tả khoa học đầu tiên năm 1895.